# سوارکاری در المپیک تابستانی ۲۰۰۰
سوارکاری در بازی‌های المپیک تابستانی ۲۰۰۰ نام رویداد ورزش سوارکاری در بازی‌های المپیک تابستانی بود که در سال ۲۰۰۰ برگزار شد. تمام مسابقات به صورت انفرادی و تیمی برگزار شدند.

## جدول مدال‌ها
| رتبه | کشور                | طلا | نقره | برنز | مجموع |
| ۱    | هلند                | ۲   | ۲    | ۰    | ۴     |
| ۲    | آلمان               | ۲   | ۱    | ۱    | ۴     |
| ۳    | استرالیا            | ۱   | ۱    | ۰    | ۲     |
| ۴    | ایالات متحده آمریکا | ۱   | ۰    | ۲    | ۳     |
| ۵    | بریتانیای کبیر      | ۰   | ۱    | ۰    | ۱     |
| ۵    | سوئیس               | ۰   | ۱    | ۰    | ۱     |
| ۷    | برزیل               | ۰   | ۰    | ۱    | ۱     |
| ۷    | نیوزیلند            | ۰   | ۰    | ۱    | ۱     |
| ۷    | عربستان سعودی       | ۰   | ۰    | ۱    | ۱     |